# Lučany nad Nisou
Lučany nad Nisou (Duits: Wiesenthal an der Neiße) is een kleine Tsjechische stad in de regio Liberec, en maakt deel uit van het district Jablonec nad Nisou. Lučany nad Nisou telt 1953 inwoners (2023).
Lučany nad Nisou was tot 1945 een plaats met een overwegend Duitstalige bevolking. Na de Tweede Wereldoorlog werd de Duitstalige bevolking verdreven.

## Geschiedenis
- 1623 – De eerste schriftelijke vermelding van Lučany nad Nisou.
- 2006 – De gemeente Lučany nad Nisou krijgt (opnieuw) de status stad.[1]

Albrechtice v Jizerských horách · Bedřichov · Dalešice · Desná · Držkov · Frýdštejn · Harrachov · 
Jablonec nad Nisou · Janov nad Nisou · Jenišovice · Jílové u Držkova · Jiřetín pod Bukovou · Josefův Důl · Koberovy · Kořenov · Líšný · Loužnice · Lučany nad Nisou · Malá Skála · Maršovice · Nová Ves nad Nisou · Pěnčín · Plavy · Pulečný · Radčice · Rádlo · Rychnov u Jablonce nad Nisou · Skuhrov · Smržovka · Tanvald · Velké Hamry · Vlastiboř · Zásada · Zlatá Olešnice · Železný Brod